# Enel
Enel S.p.A. är en leverantör och distriubtör av elektricitet och gas. Bolaget hade tidigare monopol på den italienska energimarknaden. 1999 privatiserades Enel med italienska staten som minoritetsägare. Bolaget hat 63 300 anställda och är verksamt globalt i 37 länder.
Enel (Ente nazionale per l'energia elettrica) bildades 1962 som ett statligt bolag i Italien. Statens mål var att förena olika elnät runt om i landet och att säkerställa elektriciteten för alla medborgare. Förebilder var Frankrike och Storbritannien. Enels uppgift de första åren var att modernisera och utveckla elnätet, bland annat genom att bygga kraftledningar, koppla elnätet till öar (Elba, Ischia, Sardinien, Korsika) och glesbygd samt att koppla nätet till utlandet. Det skapades också en central kontroll över nätet för att bättra kunna styra efterfrågan och resurser. En följd blev rättsfallet Costa mot Enel vid Europeiska gemenskapernas domstol.
Enel var inblandat i Vajont Dam-katastrofen 1963 genom att dammen byggts av SADE (Società Adriatica di Elettricità) och sedan sålts till Edison som delvis blev en del av Enel. I katastrofen omkom 2000 personer när en damm brast.
På 1970-talet byggdes det första större kärnkraftverket Caorso i Emilia-Romagna som togs i bruk 1978. Det byggdes även flera vattenkraftverk. På 1980-talet minskades oljeberoendet och nya energikällor testades, bland annat solcellsanläggningen Eurelios på Sicilien och vindkraftverk i Alta Nurra. En folkomröstning 1987 innebar ett nej till kärnkraft i Italien och planerna på nya kärnkraftverk ställdes in. Fram till 1990 stängdes existerande kärnkraftverk. 
1997 bildades Wind Telecomunicazioni som ett samriskföretag tillsammans med France Télécom och Deutsche Telekom. 1999 privatiserades bolaget i samband med en liberalisering av elmarknaden. En första förändring hade skett 1991 då företag tilläts producera el för egen användning med kravet att överskott skulle gå till Enel. Privatiseringen innebar att Enel förlorade sin monopolställning. Enel omstrukturerade sig i enheterna Enel Produzione, Enel Distribuzione och Terna. Enel har expanderat sina verksamheter till bland annat Sydamerika och Afrika.